# خشخاش أموري
خشخاش أموري (الاسم العلمي: Papaver amurense) هي نوع نباتي يتبع جنس الخشخاش من الفصيلة الخشخاشية.  